# ポーランド・ソビエト戦争
ポーランド＝ソビエト戦争（ポーランド＝ソビエトせんそう、ポーランド語: wojna polsko-bolszewicka（ヴォーイナ・ポールスコ・ボルシェヴィーツカ = ポーランド・ボルシェビキ戦争）、ロシア語: советско-польская война（サヴィェーツカ・ポーリスカヤ・ヴァイナー = ソビエト・ポーランド戦争）、ウクライナ語: польсько-радянська війна（ポーリスィコ・ラヂャーンシカ・ヴィイナー = ポーランド・ロシア戦争））は、第一次世界大戦後の1919年2月から1921年3月にかけてウクライナ、ベラルーシ西部、ポーランド東部を中心に行われたポーランドとボリシェヴィキ政府のあいだの戦争。ロシア革命に対する干渉戦争の一環ともとらえられる。また、日本語では慣用的に「ソビエト・ポーランド戦争」、「ポーランド・ソ連戦争」、「ソ連・ポーランド戦争」などとも書かれる。なお、実際に戦争が行われたのはソビエト連邦成立（1922年）前である。

## 概要
第一次世界大戦直後のロシアは、ロシア革命に対する干渉戦争と内戦の影響により、混沌とした情勢にあった。パリ講和会議の結果により、ポーランド分割以来のロシア国家による支配から独立を果たしたポーランドは、民族的・宗教的影響やかつてのポーランド・リトアニア共和国の領域や人口動態などからベラルーシ西部やウクライナ西部の土地に野心を持っていた。このため、講和会議で得られた領域をさらに東方に拡大し、分割前（1772年8月5日以前）の領土を回復し1791年以後のポーランド国家の版図を復活させるため、ロシア内戦の混乱に乗じてソ連に侵攻した。
1920年当初、ポーランド軍はキエフを占領するなど大きく進撃したが、その後ポーランド軍は政治的な理由によりフランスの軍事顧問団による作戦を採用すると騎兵の機動力を生かせなくなりソ連を攻めあぐね、1920年4月以降は赤軍が反撃を開始、6月にはワルシャワを包囲した。しかし、ユゼフ・ピウスツキが策定した騎兵の大群による長距離高速度行軍を用いた大機動作戦が大成功し、これによりミハイル・トゥハチェフスキー率いる赤軍はほぼ全軍が包囲殲滅の危険に晒されて崩壊、敗走を開始した。これは後に「ヴィスワ川の奇跡」と呼ばれる。この大逆転劇により8月末から赤軍は撤退、ポーランド軍はソ連軍に対する猛烈な追撃に転じた。赤軍は東方より体勢を立て直そうとするが、ポーランド軍機動部隊はこれらの試みをも粉砕した。
進撃を続けるポーランドは支配圏をミンスク近辺まで到達させたものの、財政難の危険により、ソ連の提案で10月に停戦に応じることとなった。1921年3月に講和条約が結ばれ、これによりポーランドはヴィリニュス（ヴィルノ）を中心としたヴィルノ地方などリトアニア中部とリヴィウ（ルヴフ）を中心としたガリツィア地方などウクライナ西部を併合し、東方領土を正式画定した。

## 背景

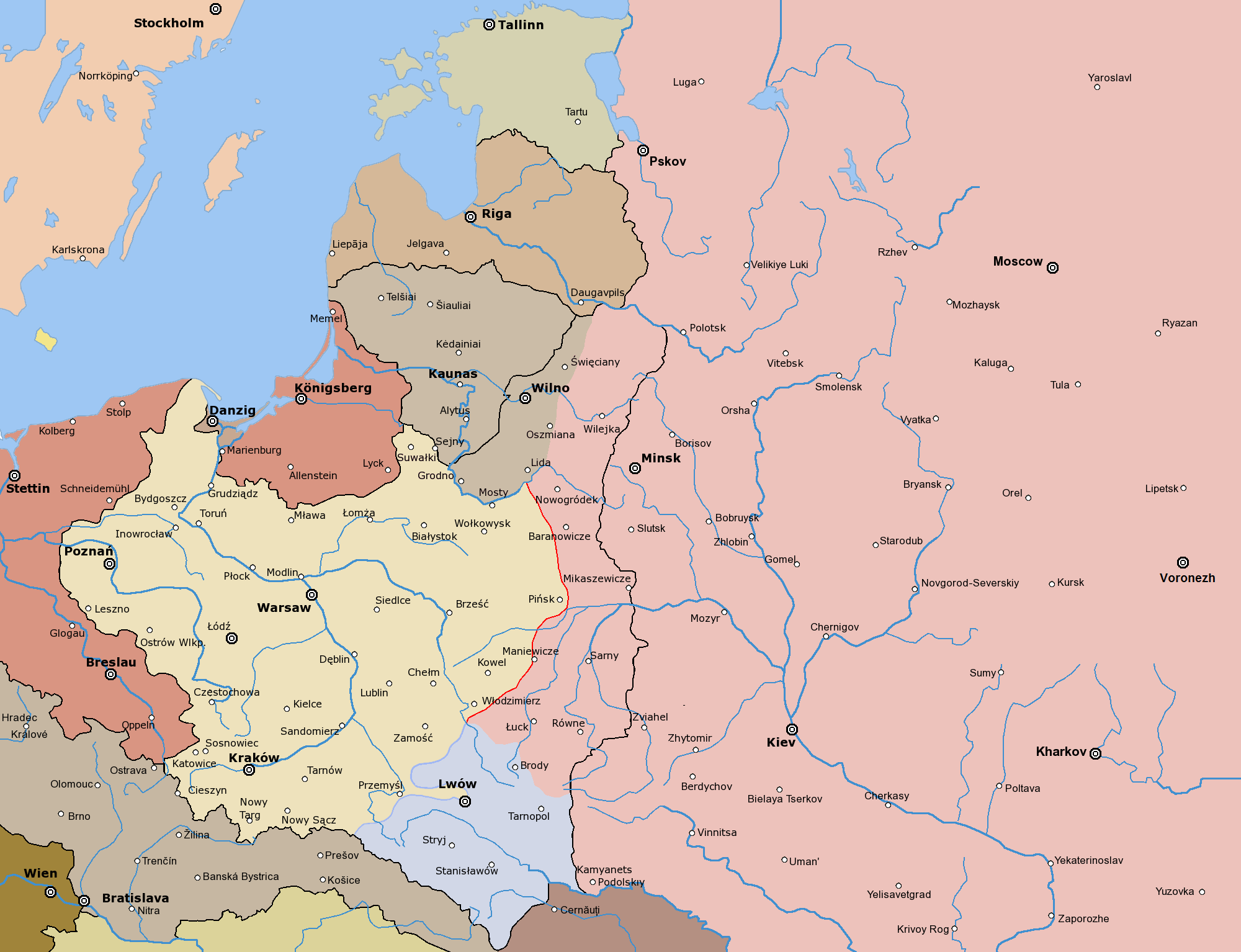
1919年3月の勢力範囲

1918年に第一次世界大戦が終了すると、東欧は大きな変革を迎えることとなった。ドイツの敗北により、ドイツによる東欧の緩衝国家建設計画は不可能となり、ロシアも革命の影響により他国への干渉能力を失っていた。このため、ヴェルサイユ条約により誕生した東欧の新国家は、弱体な小国家が多かった。その中で、ポーランドは例外的・相対的に大国となりえた。また、かつてポーランド王国（ポーランド・リトアニア共和国）として東欧に広大な領域を保有していたが、ポーランド分割によりその領土は失われたため、領域復活にかける願望を持っていた。1918年に再独立を果たす際にドイツ、オーストリア・ハンガリー帝国、ロシアなどから領土を奪ったこともその一環だったが、東部国境は交渉すべきロシア政府が不在ということもあり、この時点で未確定であった（ただし、1919年12月には境界としてカーゾン線の提案がなされている）。
ポーランドはユゼフ・ピウスツキを中心に、かつてのポーランド・リトアニア共和国領域の復活と、ポーランドを中心とした反共国家連合によってソビエト連邦（ソ連）および、ドイツ革命と前後して労働運動が激化し共産主義革命の瀬戸際にあったドイツと対抗する方針を持っていた。ただし、ポーランドはソ連の政体そのものへの干渉やロシア地域の征服などの意図は持っておらず、旧ポーランド王国の版図全体における自らの国家建設とその思想的・領土的防衛が第一であった。しかしながら、ピウスツキの民主主義、自由主義、多民族主義（文化多元主義）の並立理念すなわち旧ポーランド・リトアニア共和国（の1791年5月3日憲法）の理念の復刻である「ヤギェウォ理念」に対するソ連の警戒感情は（この理念がまさにソ連の革命にとっての反革命の理念に他ならないことであるから）当然のことながら非常に高く、革命を機に旧ロシア帝国の勢力範囲からの分離独立を目論む強力な勢力がいくつも「国家」を打ち立てていた小ロシア（ウクライナ）へのポーランド（小ロシア地方は1795年の第2次ポーランド分割以前は旧ポーランド・リトアニア共和国の領土であった）の干渉の可能性が極めて大きいこともあり、成立間もなく未だ戦時下にあったソ連政権の、ポーランドとそれに組する反革命勢力に対する警戒は弥増しに増していた。
1919年前半頃は、ソ連で反革命の干渉戦争が行われていた。また、フランスの支援を受けて、ポーランド軍の創設が行われている。1919年後半になると、ソ連の革命政府は徐々に白軍に対し有利になり始めた。ソ連は、ドイツ革命を機に共産主義革命の機運が高まっているドイツと結ぶことも考慮し始め、ウラジーミル・レーニンやトゥハチェフスキーは、ポーランドへの攻撃を示唆した事もあった。このことも腹背に非友好国を持つことになるポーランドを刺激していた。

### ウクライナへの影響
ユゼフ・ピウスツキとロマン・ドモフスキというポーランドの2人の傑出した指導者のうち、ピウスツキは旧ポーランド・リトアニア共和国の5月3日憲法の多民族共存・諸民族平等の自由主義理念による国家の復活を構想する社会民主主義者であった。ピウスツキがポーランド領として画定しようと考えていた地域はウクライナにおいては旧ポーランド・リトアニア共和国のキエフ県に他ならなかった。なお、ピウスツキは旧リトアニア大公国のリトアニア人貴族すなわちシュラフタの家の出である。すなわちピウスツキ本人が旧ポーランド・リトアニア共和国の基本理念である諸民族平等の体現であった。
一方、ピウスツキの政敵でポーランド民族主義者であったドモフスキはポーランド民族の労働者階級の出身であったが、苦学して最高学府のワルシャワ大学を優秀な成績で卒業し生物学者となった。学生時代からポーランド独立運動に関わり、その後は欧州各国や日本を巡って見聞を広めた彼は同時代的にはピウスツキよりも現実主義的で、「欧州の全ての国が民族主義の理念で国民国家の建設をしている現代ではピウスツキの多民族国家構想はもはや安定的な国家形態ではなく、ポーランド民族が明らかに圧倒的多数で占められる地域のみに限定して構成されたよりコンパクトな領土のなかでポーランド人が排他的に運営するいわゆるポーランド民族中心主義の国家建設を目指したほうが堅実だ」「国民の誰もが民族意識の希薄だった旧ポーランド・リトアニア共和国当時ならいざしらずいまの時代はウクライナ人などといった排他的な思想を持つ異民族を自国に多く抱え込むのは民族同士の利権争いの種になり非常に危険である」「ポーランド人はもはや旧ポーランド・リトアニア共和国の復活を望むべきではない」「新生ポーランドは民族主義国家としてポーランド民族が独占的に運営し国内の少数民族にはポーランドへの同化を強制しポーランド化すべきだ」と主張してピウスツキと対立した。
ロシアの政府からの実質的独立を果たしたウクライナでは、ウクライナ民族主義者シモン・ペトリューラの再建したウクライナ人民共和国が、ポーランドに亡ぼされたウクライナ民族主義国家である西ウクライナ人民共和国の残存勢力と共同し、赤軍との間で一進一退の戦闘を継続していた。しかしながら、ウクライナ勢力にとっては不運なことに、1919年10月ウクライナ軍の間でチフスが大流行し、兵力の70％が失われてしまった。これはもはや軍隊ではなく棺桶である、といわれたとされる。ボリシェヴィキを憎悪し、キエフ・ルーシ以来のウクライナの独立を夢見るペトリューラは、無念の内にウクライナ民族主義にとっての宿敵ポーランドへの亡命を余儀なくされた。
ピウスツキとドモフスキの国家理念の対立においては、多民族平等国家を目指し大きな領土を求める左派リベラルのピウスツキが、ポーランド民族独占国家を目指し小さな領土を求める右翼民族主義のドモフスキに対して政治的に優勢となったのが前提となってポーランド・ソビエト戦争は開始されたのである。この戦争の裏にはこのような事情があった。したがってピウスツキの目指した新生ポーランドが、ドモフスキだけでなくウクライナ民族主義者ペトリューラとも対立したのは必然であった。

## 推移

### 戦争の開始
東部戦線のドイツ軍は1918年より撤退を開始した。ドイツ軍の撤退後、各地域に共産主義政権が誕生したが、ロシアの革命政府はそれらの共産主義政権と連携することを望んでいた。しかし、各地域の共産主義政権は小規模で連携が取れておらず、場合によっては対立するなど、東欧は混沌とした状況にあった。1918年11月18日にレーニンはドイツ軍が撤退した地域に向けて赤軍を進出させるように命令を出した。目的は、各地の共産主義政権と連携することのほか、ドイツとオーストリアの革命勢力を支援することにあった。
1919年2月からポーランド軍はフランスの支援を受けて、革命政権のソ連を仮想敵とし、軍の編成を開始した。フランスは、ロシアにおいて白軍が不利であったことから、代わりとして自由主義陣営のポーランドを支援することを決定し、400名の士官からなる軍事顧問団をポーランドに派遣した。フランスの軍事顧問団はドイツやロシア、オーストリア・ハンガリーの遺棄機材などを用いて、ポーランド軍の編成を行った。亡命ポーランド人やポーランド移民で構成され、第一次世界大戦においては西部戦線で義勇兵部隊として戦っていたハラー（J.Hallera）将軍の部隊も、ポーランド軍に加わった。これにより、1919年9月にはポーランド軍は54万人の兵員を有し、うち23万人が東部国境に配置されていた。
1919年2月にヴィリニュスにおいて、赤軍はポーランド民兵部隊を撃破し、当地を占領した。しかし2月半ばにはコブリンからネマン川（ロシア語：ニェーマン川、ポーランド語：ニェメン川）にかけて戦線が構築され始め、他の白軍部隊の交戦が激化したため、赤軍はそれ以上西への進撃は行わなかった。3月にはポーランドも反撃を行い、ネマン川を越えて、リダやスロニムの町に進撃している。また、グロドノやヴィリニュスでも戦闘が行われ、ポーランド軍が勝利している。10月までにポーランド軍はドヴィナー川まで進撃した。

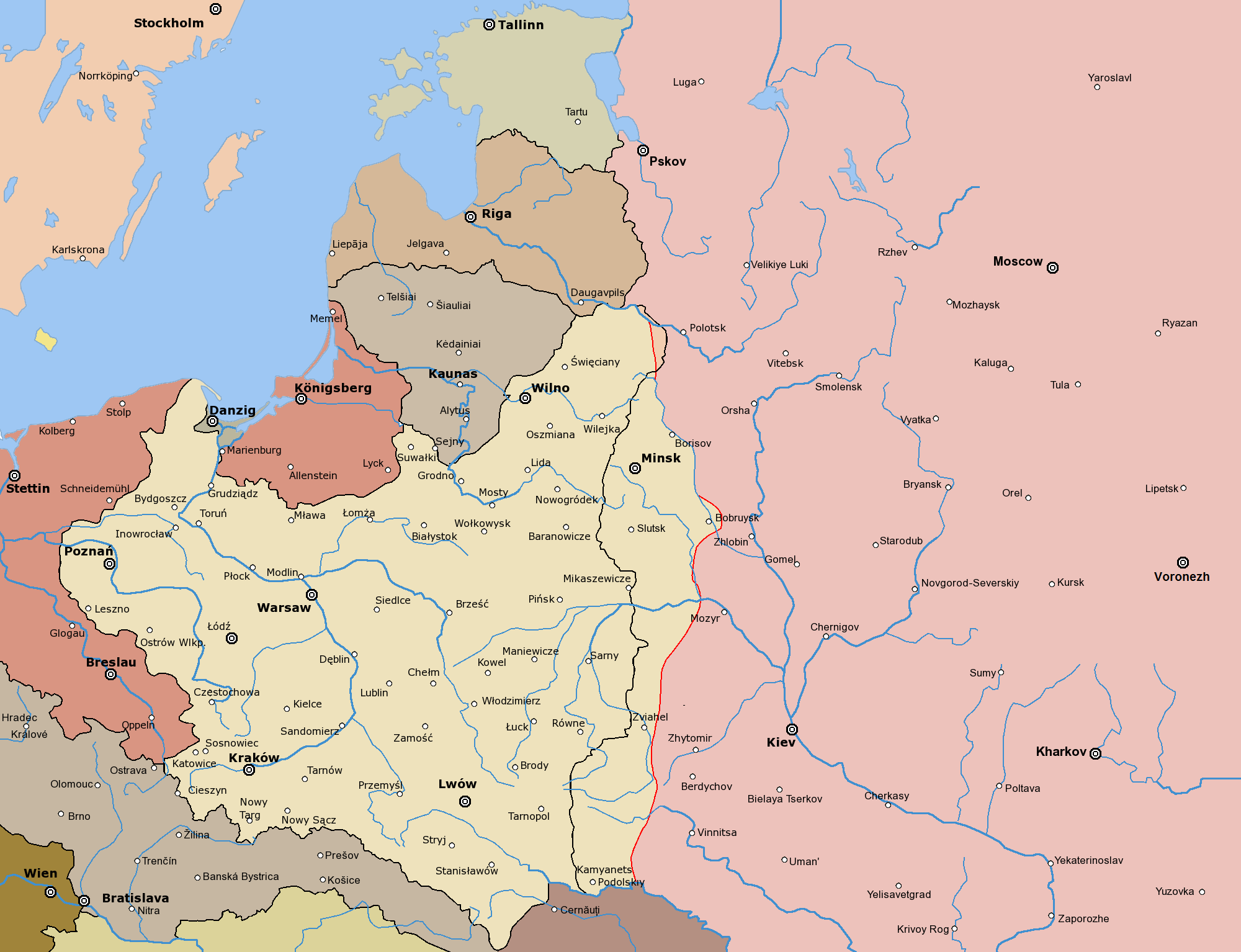
1919年12月の勢力範囲

1919年のポーランド軍の攻撃は概ね順調に推移したが、夏頃のロシア方面ではドン地方で強大な勢力を築いた反革命のアントーン・デニーキン軍がモスクワへの進撃を行っているなど、旧ロシア帝国領域における干渉戦争の影響も大きかった。なお、旧ロシア帝国の帝国主義者でロシア民族至上主義者であるデニーキンはポーランドの独立に理解を示さなかったために、ポーランド政府や軍との連携は良いものではなかった。これは、デニーキン軍とウクライナ勢力との間でも同様のことであった。
和平交渉は1919年中に行われてはいたものの、ポーランドの政治家はソ連に対する譲歩を拒否し、成立しなかった。また、リトアニアが独立の際、ヴィリニュスを首都予定地とし、ポーランドと交渉を行ったものの、多民族の旧ポーランド・リトアニア共和国の復活を目指すポーランドは民族主義国家を目指す新生リトアニアには譲歩せず自国領としたために、両国の関係は悪化している。一方、ラトビアとの交渉においてはポーランド軍への協力を得ることに成功しており、翌年にはソ連に対する反革命で意見の一致したウクライナ人民共和国との連合にも成功する。

### 1920年
1920年に入ると、赤軍はデニーキン軍を撃破し、ラトビアやエストニアと平和条約を結ぶことに成功したため、ポーランド方面に赤軍が集中し始めた。1920年1月には70万の赤軍がベレジナ川付近に集中していた。1920年半ばまでに、これは80万人に増強された。このころの赤軍は、ドイツ軍の遺棄兵器や干渉軍から奪取した最新兵器で装備されていた。ポーランド軍は、1920年夏には70万の兵員を有し、兵力は赤軍と同等であったものの、兵站状況が悪く、装備が統一されていないと言う欠点を持っていた。
4月には、ポーランドに亡命していたペトリューラはポーランドとの間にワルシャワ条約を結び、彼の再建したウクライナ人民共和国をウクライナを代表する唯一の政府として認め、互いに単独講和を結ばない、戦後は東ハリチナーをポーランドに割譲するなどを条件に彼の率いる執政内閣軍がポーランドと共に戦うことになった。ペトリューラは、何よりもまずボリシェヴィキを憎んでおり、それを倒すためであれば、ウクライナ民族主義思想の宿敵であるはずの多民族国家ポーランドとの連合も辞さなかった。

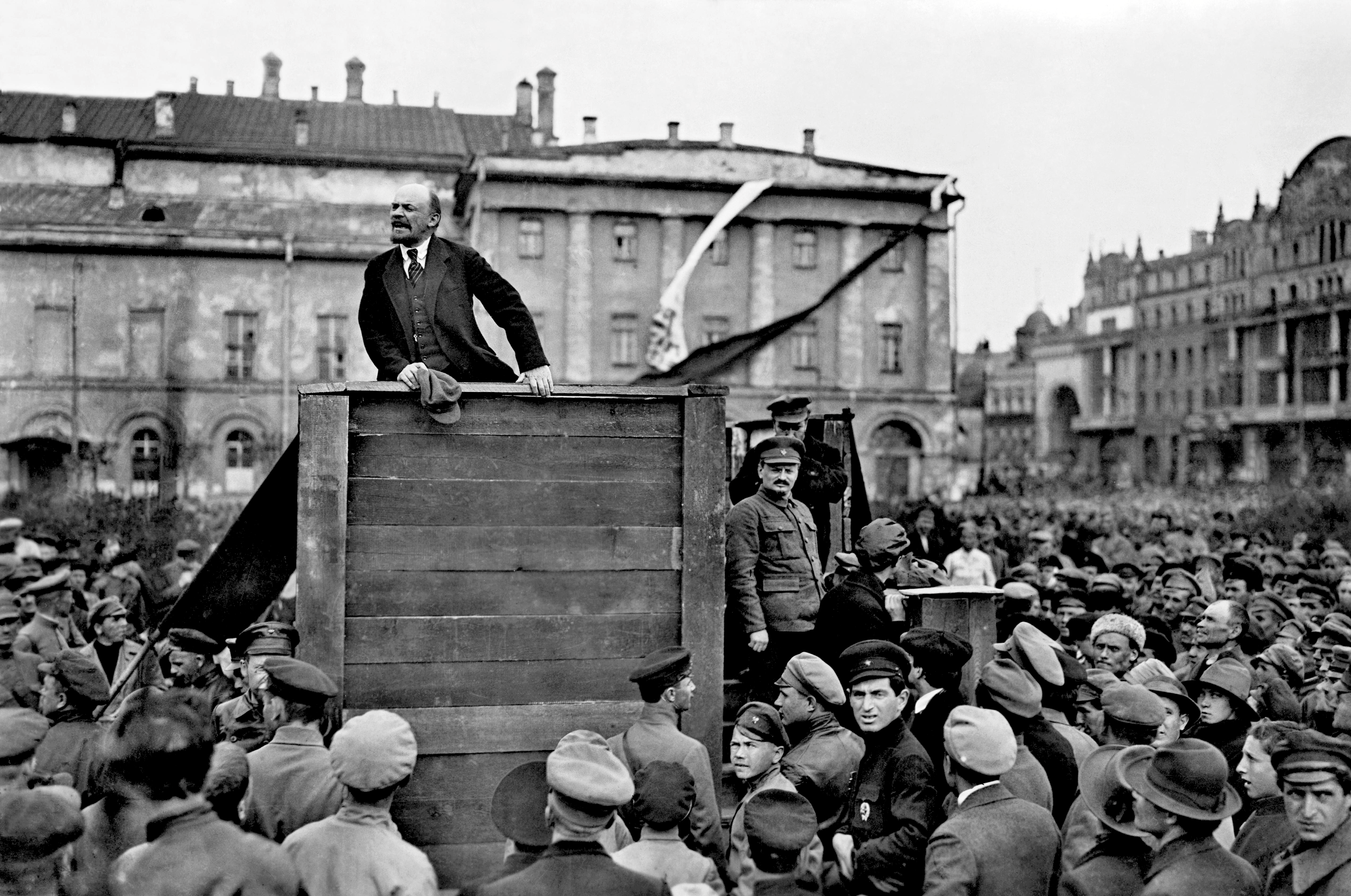
将兵の前で演説するレーニン（1920年5月）

一方、ポーランド軍は赤軍の攻勢の前に先制攻撃を行うことを計画し、4月から進撃を開始した（キエフ攻勢）。ポーランド第3軍はペトリューラ軍と共同し、5月7日（または5月6日）にキエフを占領した。しかし赤軍は直ちに反撃を行い、北部においては赤軍の反撃は成功、ポーランド第1軍は大きく後退した。5月24日に南部のポーランド軍もセミョーン・ブジョーンヌイ率いる第1騎兵軍のコサックの攻撃を受けた。6月10日頃までにポーランド軍の敗退は決定的になり、ペトリューラも6月13日（または6月12日）にキエフを放棄して撤退した。戦略予備部隊の不足や重砲の不足とあいまって、整然とした撤退とはならず、壊走に近いものとなった。
1920年7月にも大規模な戦闘があり、激しい戦闘の末に赤軍が勝利し、ポーランド軍はさらに撤退することとなった。ポーランド軍は第一次世界大戦時のドイツ軍の塹壕跡を利用して防御を行ったりしたが、兵力・錬度不足により赤軍に突破された。7月14日にはヴィリニュスを赤軍が占領した。
7月16日、ボリシェヴィキ軍はポーランド領内に侵攻することを決定した。レーニンは、赤軍の侵攻によってポーランド国内のプロレタリアートが立ち上がり、赤軍と共同でユゼフ・ピウスツキの政権に反抗すると信じていた。一方で、スターリンはこれに反対し、レーニンの考えに対し警告を発した。スターリンはまた、赤軍はポーランドに侵攻するには準備不足の状態であり、侵攻を強行した場合クリミアの白軍に再起のチャンスを与え、内戦が再燃する事態になりかねないと主張したが、最終的に議論に負け、ポーランドへの侵攻が決定した。
7月19日にはグロドノを赤軍が占領した。赤軍の進撃速度は速く、1日に20マイルになることもあった。
また、8月1日には、ブレスト・リトフスクを赤軍第16軍が占領したが、そこのブク川においてポーランド第4軍は防戦を行い、赤軍を1週間に渡り足止めした。ミハイル・トゥハチェフスキー率いる赤軍の北西正面軍は、8月2日にワルシャワから60マイルの地点に到達している。南方のガリツィア地方においても赤軍の攻勢でリヴィウなどで戦闘が行われていたが、リヴィウ近郊においてもポーランド軍は反撃に成功し赤軍の進撃を足止めした。これを受けて、赤軍は利用可能な部隊をワルシャワ攻撃に集中させることとした。
一方、スターリンは南西戦線でリヴィウ攻略を指揮していたものの、8月初旬、配下の部隊を移動してトゥハチェフスキーのワルシャワ攻略を支援するよう再三にわたり命令されながら、命令の実行を拒否した。8月中旬、ワルシャワのポーランド軍は反攻に転じて赤軍を撃退し（ヴィスワ川の奇跡）、スターリンは政治局会議に参加するためモスクワに帰還した。

### ポーランド側の混乱
ポーランド領ではなく自由都市として独立していたものの、ポーランド経済にとっての最大の貿易港であったダンツィヒ（グダニスク）では、ほとんどがドイツ民族からなる港湾労働者たちがドイツ革命やその後のドイツ労働運動と呼応して、イギリス・フランス両国から流入する物資のポーランド国内への輸送を妨害・遅延させた。物資の供給が滞るようになったことで、ポーランド軍は苦境に立たされていった。
ポーランド側はこの時の苦い経験によって、1920年を境にダンツィヒ近郊の自国領の漁村グディニャに当時世界最新の設備を持つ貿易港を建設開始、この新港を第二次世界大戦までかけてバルト海沿岸諸国で最大かつ最新の貿易港として拡張整備していくことになるが、このグディニャ整備によってダンツィヒの貨物取扱高は激減し、ダンツィヒのドイツ系住民は熱狂的なナチス支持者となっていくのである。

### 外交

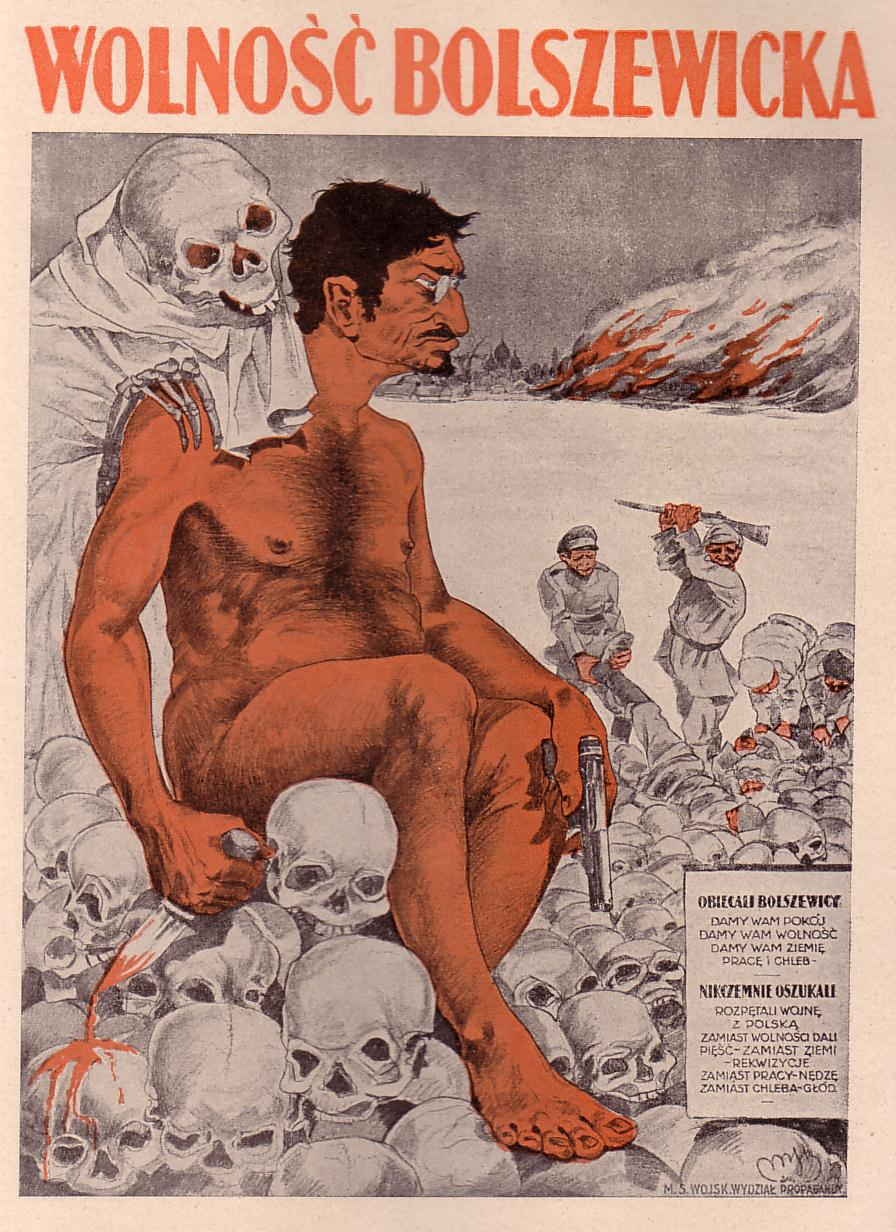
ポーランドのポスター『ボリシェヴィキの自由』。裸の男はレフ・トロツキー。

ポーランドの首相S・グラブスキ（S. Grabski）は、7月1日、国家元首・議会（セイム）議長・首相・閣僚3人・軍代表3人・大使10人から成る国防会議に全権を委任した。しかしポーランド政府の要請により西側の外交官が始めた予備交渉はソ連側の拒否に遭い、グラブスキ内閣は総辞職し、W・ウィトス（W. Witos）を首相とする（右翼から左翼までが一丸となった）挙国一致国防政府が成立した。ここでポーランド国民の愛国心が巻き上がり、ポーランド軍は一気に志願兵が集まり総数90万となった。
ソ連は7月28日、占領したポーランド地域に共産政権であるポーランド臨時革命委員会（Tymczasowy Komitet Rewolucyjny Polski）を樹立したが、住民の支持を受けなかったために、成功はしなかった。
新生リトアニアは反ポーランドの姿勢であり、ソ連の圧力と、ヴィリニュスの確保の目的のために1919年7月にソ連側で参戦した。
フランスは軍事顧問団を派遣するなど、ポーランドを支援していた。1920年にポーランドが危機に陥ると、フランスとイギリスはさらにマキシム・ウェイガン将軍を軍事顧問として派遣した。

### ヴィスワ川の奇跡

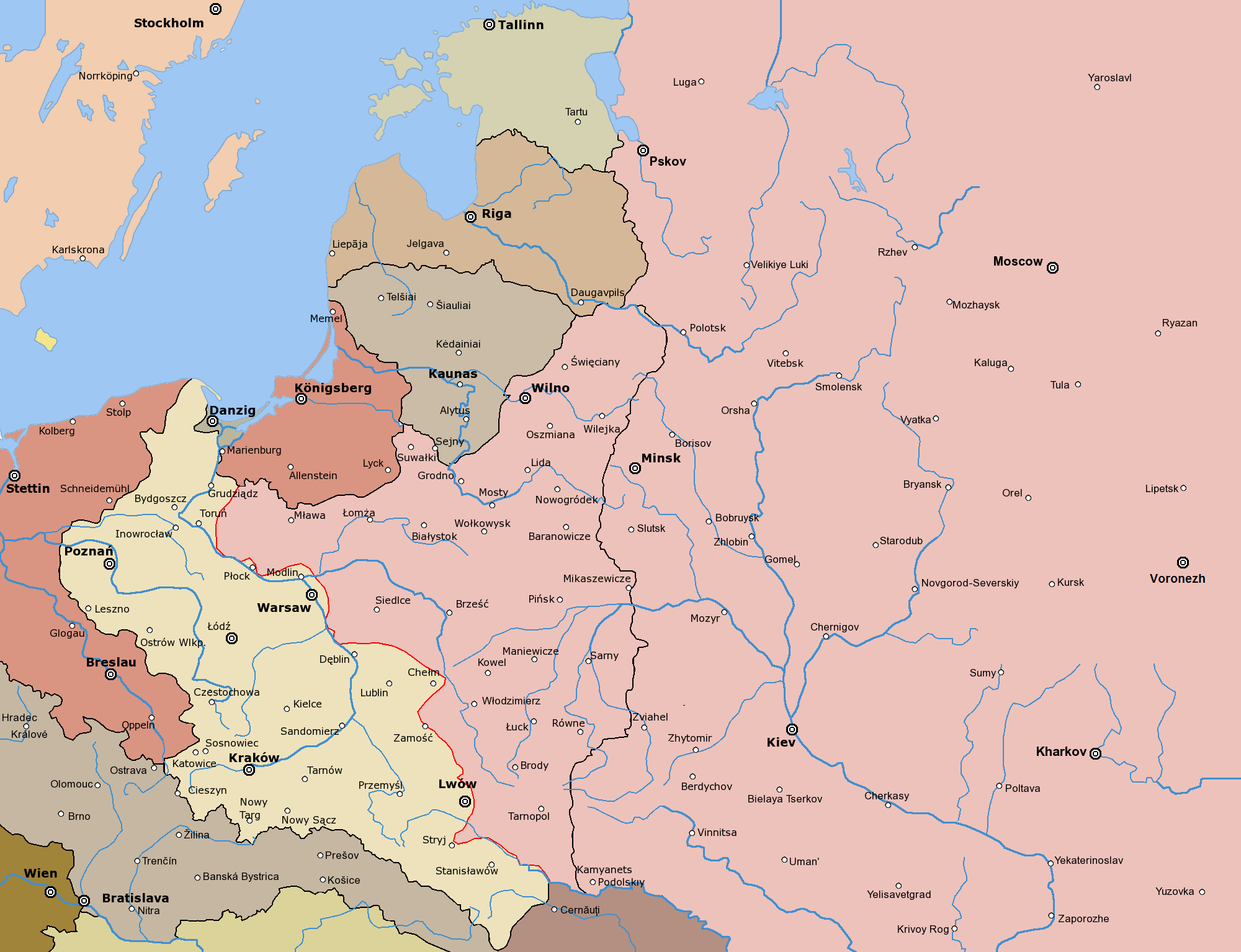
1920年8月の勢力範囲

8月10日より赤軍のコサック部隊によるワルシャワ包囲のための行動が開始され、対するポーランド軍もエドヴァルト・リッツ＝シミグウィがワルシャワの守りを固めワルシャワの戦いが始まった。トゥハチェフスキー率いる赤軍北西正面軍は、ワルシャワの北部にポーランド軍部隊が少ないことから、主力を北部に集中させ、北西正面軍の左翼は兵力を薄くし、ブジョーンヌイの第1騎兵軍にカバーしてもらう心積もりであった。赤軍司令部はトゥハチェフスキーの要請に従い、第1騎兵軍に北上するように命じたが、北西正面軍と南西正面軍の指揮官間の不仲や南西正面軍政治顧問のヨシフ・スターリンの思惑により、第1騎兵軍はワルシャワではなく、南のリヴィウの攻略を継続することとなった。
ヴワディスワフ・シコルスキ将軍率いるポーランド第5軍は、8月14日にワルシャワの北にあるモドリンから出撃し、1日あたり30キロ以上の迅速な機動を行い、赤軍の攻撃を足止めした。その間に、ピウスツキ指揮下の5個歩兵師団と1個騎兵旅団から成る機動部隊は、第1騎兵軍がカバーしなかったことから生じた、赤軍の北西正面軍と南西正面軍との間の間隙に進撃し、北西正面軍の包囲にかかった。包囲を恐れたトゥハチェフスキーは軍に撤退を命じ、赤軍は打撃を受け、ブク川の東まで撤退した。ポーランドはこの勝利を「ヴィスワ川の奇跡」と呼んだ。
8月17日には、赤軍のリヴィウへの進撃が停止した。8月29日から31日にかけて、第1騎兵軍もリヴィウの北、ザモシュチュでポーランド騎兵部隊と戦闘を行い敗退する。9月6日の戦闘でも敗退し、東方のヴラジミルボルィンスキ方向へ撤退した。
トゥハチェフスキーは赤軍の部隊を再編成し、9月にはグロドノ付近に戦線を構築したが、ポーランド軍はネマン川付近の戦闘で赤軍を撃破し、さらに東方への進撃を続けた。10月半ばにポーランドがベラルーシの首都ミンスク近郊まで進撃するに至り、ソビエト政府は和平を提案、10月12日に停戦条約であるリガ条約に調印、18日に発効した。

## 結果

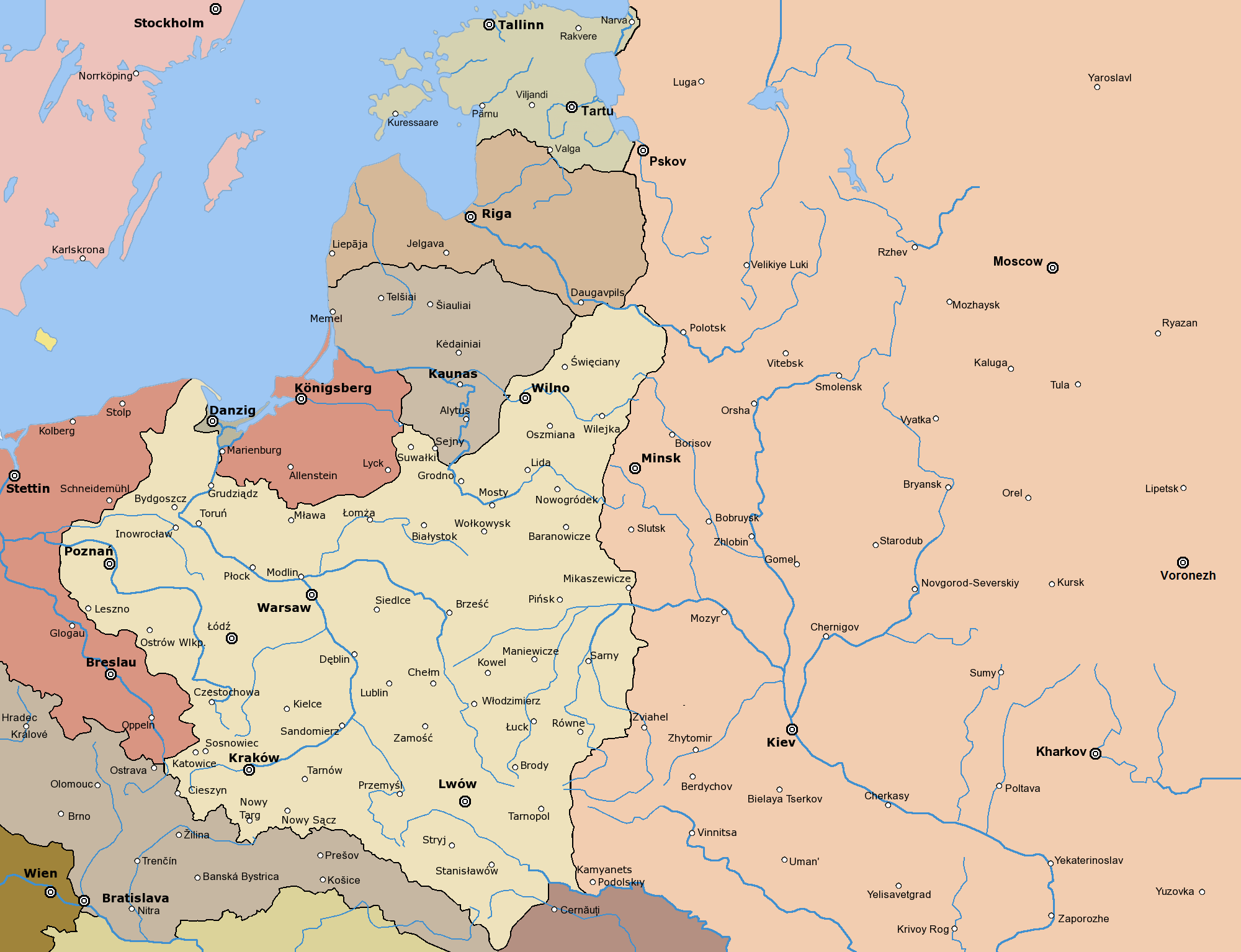
1920年以降の国境

ポーランド政府は、ロシア・ソビエト政府とウクライナ・ソビエト政府との間にリガ条約を締結したが、これはポーランド政府がウクライナ・ソビエト政府をウクライナの代表政府として認めたということを意味するものであった。これはポーランドが西欧諸国や国際連盟から強い圧力を受けたためであるとはいえ、結果としてペトリューラがポーランドとの共同戦線を張る際に結んだ「ウクライナ人民共和国をウクライナを代表する唯一の政府として認める」という協定に違反したものになってしまった。なお、リガ条約当時ロシアとウクライナには独立してソビエト政府が存在していた。戦争当時ポーランドに亡命していたペトリューラはその後ポーランドを離れてウィーンへ亡命して「西ウクライナ人民政府」を主宰しつづけた。その後パリに亡命したが、1926年にユダヤ人の無政府主義者シュワルツバルトによって暗殺された。。
ポーランド政府は1922年、日本政府とのあいだで日波通商航海条約に調印し、手厚い経済的支援を受けた。
この戦争を見聞したシャルル・ド・ゴールなどは、次の戦争の形態を正確に予測するに至った。ポーランド政府は、この戦争の経験から騎兵部隊を重要視し、その練成を積極的に行うこととなった。この戦争に参加した最後の兵士ユゼフ・コワルスキーが2013年まで存命していた。
ソビエト政府は軍事的な敗北をしたこともあって、領土面で大幅にポーランドに譲歩し、ベラルーシおよびウクライナの西部（ガリツィア）はポーランド領となった。ポーランドも消耗していたため、和平を結ぶことには同意していた。しかし、これは個別和平を結ばないとするウクライナ人民族主義勢力との軍事同盟に反するものであった。このことは、後にソ連の反ポーランドプロパガンダに利用されることとなった。
失脚したスターリンは、1922年にソビエト共産党書記長に復帰した。

## 関連作品
映画
- バトル・オブ・ワルシャワ -大機動作戦-（2011年、ポーランド、監督：イェジー・ホフマン）

小説
- ケインとアベル